# Michel Knuysen
Michel Jules Lodewijk Knuysen, belgijski veslač, * 25. oktober 1929, Wijnegem, † 6. maj 2013.
Knuysen je za Belgijo nastopil na Poletnih olimpijskih igrah 1952 in 1956.
Leta 1952 je z veslaškim partnerjem Bobom Baetensom v dvojcu brez krmarja osvojil srebrno medaljo.
Z Baetensom sta bila na naslednjih Olimpijskih igrah izločena v repasažu iste discipline.